# Daniel Bianchi
Daniel Mario Bianchi Salomón (Carmelo, Colonia, 4 de septiembre de 1962) es un médico y político uruguayo que ha pertenecido a múltiples partidos durante su carrera política.

## Trayectoria
Se graduó como médico en la Universidad de la República. Militante por el Partido Colorado, durante la presidencia de Luis Alberto Lacalle ocupó un escaño como diputado suplente por Montevideo. Posteriormente fue elegido edil por Colonia para el periodo 1995-1999.
En las elecciones de 1999 fue elegido diputado por el departamento de Colonia, representando a la Lista 15. Fue reelecto en los siguientes comicios. Ha tenido actuación en la comisión de Salud de la Cámara de Diputados, ocupándose del mutualismo y de otros temas.
Apoyaba al precandidato José Amorín Batlle pero en 2009 abandonó la Lista 15 y se integró a Vamos Uruguay, en apoyo a la precandidatura de Pedro Bordaberry, con su lista 2015. En las internas de junio de ese año Bordaberry obtuvo la candidatura del partido y en las elecciones generales de ese mismo año Bianchi fue reelecto diputado para el periodo 2010-2015.
En el 2015 adhirió a la candidatura a intendente del nacionalista Carlos Moreira, que fue electo en mayo de ese año. Volvería a adherir a su candidatura en 2020.
En 2016, tras el fallecimiento de la senadora colorada Martha Montaner, pasó a ocupar la titularidad de dicho asiento. Al poco tiempo, se desvinculó del Partido Colorado para adherir al Partido de la Gente.
En 2017, una investigación periodística del medio El Bocón demostró que Bianchi llevó a cabo múltiples cirugías estéticas sin contar con un título universitario que lo habilitara.
El 22 de enero de 2019 la dirección del Partido de la Gente lo expulsó de sus filas al resultar positivo el control de alcoholemia que se le realizó después de que embistiera tres vehículos estacionados en Punta del Este. El 2 de abril, la cámara de Senadores votó por unanimidad retirarle los fueros parlamentarios para que pueda ser investigado judicialmente. El propio Bianchi votó su desafuero a la vez que insinuó -aunque aclarando expresamente que no podía aportar pruebas- que la bebida alcohólica que consumió fue intencionalmente contaminada con una sustancia estupefaciente.
El 3 de mayo -un mes después de su desafuero- fue denunciado penalmente por su exesposa por amenazas de muerte y violencia física y verbal, situación que se habría producido en octubre de 2018, cuando sus fueros parlamentarios impedían que fuera acusado. Posteriormente, la Juez de familia de primer turno de Maldonado María Alejandra Álvez le impuso la medida cautelar de no acercamiento en un radio de 500 metros por un lapso de 180 días.
El 17 de julio de 2019 se reincorporó a su cargo en la Cámara de Senadores, pero de manera independiente, debido a que ya no pertenecía al Partido de la Gente, cesando en el mismo junto con el resto de la legislatura el 15 de febrero de 2020. 
En setiembre de 2021, Bianchi se incorporó a Cabildo Abierto (CA). El arribo de Bianchi a las filas de CA, tras haber permanecido alejado un tiempo de la actividad política nacional, se dio en el marco de diversos encuentros que Guido Manini Ríos y otros dirigentes de ese sector realizaron en diferentes departamentos del país. En esa oportunidad, el diputado Álvaro Perrone (CA) fue el encargado de anunciar la incorporación de Bianchi a ese partido.  
El transcurrir de Bianchi por fuerzas cabildantes tuvo muy bajo perfil y duró poco tiempo, ya que en junio de 2023 Bianchi se incorporó al sector del Partido Nacional liderado por la coordinadora de Descentralización y Cohesión Social de la Oficina de Planeamiento y Presupuesto (OPP) y anteriormente precandidata a la intendencia de Colonia, María de Lima.